# ダマされて巫女
『ダマされて巫女』（ダマされてみこ）は、真田ぽーりんによる日本の4コマ漫画作品。芳文社の雑誌『まんがタイムジャンボ』（月刊）にて、2006年6月号から2009年12月号まで連載された。

## 作品概要
山奥にある平明神社に住み学生と巫女2つの姿を持つ安倍晴風、及びその周りの人々の生活を描いた物語。主人公が巫女というおたく受けしそうな萌え要素を主題に置いた作品ではあるが、その実、内容は作者の得意とするドタバタコメディである。
2009年4月号までは高校時代、1月休載を挟んで6月号以降は大学時代の様子が描かれた。

## 主な登場人物

### 平明神社
安倍 晴風（あべ はるか）
本作の主人公。日中は街の学校に通い、放課後は実家の平明神社の手伝いで巫女をやっている。
ただ本人にとって神社や親族の振る舞いは恥ずかしいものであり、巫女をやっていることを他人には隠したがり、また度々「いつかは家を出て行ってやる」と漏らしている。
長きに渡る遠距離通学のためか、身体能力はかなり高い。一方で彼氏が欲しいと考えていながら女子大学に進学してしまうなど、うっかりさんなところもある。
ミスターのファン。
安倍 定明（あべ さだあき）
晴風の母方祖父で、平明神社の宮司。有名かつ実力のある陰陽師であるが、その能力は大好きなお金儲けや晴風の様子を知る目的のために使われることが多い。広とつるんで様々な悪巧みをしては、晴風を辟易させている。
安倍 広（あべ ひろし）
晴風の父。かつて勤めていた会社の用事で平明神社を訪れた際、神社に伝わる巫女の舞を踊っていた晴美を見初め、そのまま神社の婿養子の跡取りとなった。定明に心酔しており、定明ぬきに登場することは滅多に無い。
安倍 晴美（あべ はるみ）
晴風の母で、中学校の教諭をしている。安倍家の男共の暴走のブレーキ役。自身も巫女であったが、今はその姿になることは稀である。
安倍 清明（あべ きよあき）
晴風の兄。会社員。普段晴風からは清ちゃんと呼ばれる。
女装が趣味であり、帰宅すると晴風と同じ巫女に扮する。これが松島や花田に、晴風には兄のほかに姉がいるという誤解を生む原因となっており、また松島は巫女姿の清明に（松島は清さんと呼んでいる）、花田は兄そのままの清明に好意を抱いているため、晴風はこれを取りつくろうことがストレスになっている。これは高校卒業後も解消されないままである。ちなみに女装時は胸があるように見せるため、胸元に鳩などの小動物を入れている。
シルビア
安倍家の飼い犬。体格は人並み以上で、晴風を乗せて走ることができる。よく首におみくじ箱を下げており、くじを出すために首を振ることが得意。箱以外にもいろいろなものを下げているが、大体は定明や広のしわざである。

### 高校時代のクラスメイト
松島 匠（まつしま たくみ）
（遅くとも）高校1年から晴風と同じクラスの男子。学校の用事で平明神社に行ってからは、同行した花田とともによく神社に訪れるようになる。これは、佐藤と巫女がテーマのゲームを交換したりするなど巫女が好きであり、清（女装した清明）に憧れていることが動機である。
クラスの委員長で、後述の郷土歴史研究同好会に入っている。
晴風と最も親しい男子ではあるが、恋愛に発展する様子は無い。一方で年頃の晴風に近寄る男を警戒する定明や広（たまに清明も）には、他の男子が露骨に怪しい振る舞いをすることもあってか、むしろ信頼されている。
父は大工である。
花田 由美子（はなだ ゆみこ）
松島と同様平明神社によく訪れる女子。御来光よりも清明に会いたいと言うほど清明に憧れているが、こちらも仲の進展は見られない。
実家は園芸を営んでいる。そのつながりで本人も華道部に入っているが、2年生からスギ花粉症に苦しむようになってしまった。
佐藤（さとう）
松島の友達。郷土歴史研究同好会では松島の他に唯一名前が現れている男子。
伊集院 一（いじゅういん はじめ）
松島の友達。自称世界一の男であるが、2年生のある日の登校の際走りで晴風に敗れてからは（晴風にその認識はない）、打倒晴風を目標に晴風に近づくようになる。

## 用語
平明神社（へいめいじんじゃ）
平安時代から続く由緒ある神社。晴風の通う街の森山高校からは徒歩で片道90分もかかる山奥にあり、特に冬季に安倍家以外の者が行こうとすると遭難の恐れがある。そのような立地のため、定明などが神社で様々な催しを行うが、なかなか集客に結びつかない。
郷土歴史研究同好会（きょうどれきしけんきゅうどうこうかい）
森山高校の部活動の1つで、松島や佐藤などが所属している。名前は表向きで、実態は巫女好きの男子ばかりで構成されており、別名「巫女研究同好会」である。松島以外の会員は脳内に、巫女姿の似合う人に反応する「巫女センサー」なるものを持っている。
森山高校
晴風の通う高校。家が農家の生徒が多いらしい。
芳文大学
本作品においてはミッション系の女子大学である。

## 単行本
芳文社より「まんがタイムコミックス」として刊行されているが、『まんがタイムジャンボ』2008年1月号以降の話は現在のところ単行本化されていない。
1. 第1巻（2009年2月22日発行）ISBN 978-4-8322-6715-2

本記事は、単行本第1巻（連載開始-2007年12月号）及び掲載雑誌の2009年の一部の内容のみを典拠として作成されています。本記事を引用したり、最新の状況に修正や加筆をされる場合は、この点にご注意ください。